# Поляки в Крыму
Крымские поляки — этнические поляки, живущие в Крыму, потомки переселенцев на полуостров из Польши и Западной Украины. Большая часть крымских поляков принадлежит римско-католической конфессии.

## История
Данные о присутствии поляков в Крыму относятся уже к периоду раннего средневековья. Небольшое число поляков жило в русском Тмутараканском княжестве. На территории Крыма также были поляки, входившие в дружину князя Владимира во времена похода на Херсонес. Согласно сообщениям французского посла Г. Рубрука, посетившего Крым в 1253 году, в генуэзской Солдайе занимались торговлей в числе прочих польские купцы. Часть населения Крымского ханства в течение нескольких веков составляли поляки, обращённые в рабство.
В результате русско-турецких войн Крым вошёл в состав Российской Империи, здесь возникали новые города, основывались промышленные предприятия. После манифеста русского правительства от 13 февраля 1798 года в Таврии появились поселенцы-поляки. Они селились главным образом в пустующих окрестностях Перекопа и Армянска — около 170 семей из Польши и северной Украины.
Способствовали увеличению польского населения Таврической губернии и две крупных миграционных волны в 1830-х и 1860-х годах. Появление польских колонистов было связано с подавлением польских восстаний. Переселялись в основном безземельные и малоземельные крестьяне на опустевшие территории после войн и переселений татар и турок. В крупных сёлах и городах были построены костёлы. Обычно селились вместе поляки и украинцы, языком межнационального общения для поляков был суржик, языком школьного обучения — русский язык. Функции польского языка сводились к устному бытовому общению, что вело к сокращению его использования.
Согласно данным первой всеобщей переписи населения Российской империи 1897 года, поляки, жившие в губернии, по преимуществу являлись жителями городов, большая часть мужчин относилась к воинскому сословию.
В годы революции и гражданской войны часть поляков переехала из Южной Таврии в Крым. С приходом советской власти в Таврии открылись в некоторых населённых пунктах польские школы, которые с началом коллективизации были закрыты.
Польское население Крыма объединяла католическая религия. При костёлах были организованы культурные сообщества, которые вели общественную просветительскую работу, что способствовало сохранению польского самосознания и польского языка. После закрытия костёлов в 1920 — начале 1930 годов процесс ассимиляции поляков усилился, многие из них, усваивая русский и отчасти украинский языки, переставали говорить на польском. Кроме того, сокращение польского населения Крыма произошло в результате депортации поляков в числе других народов на основании постановления Совета народных комиссаров СССР в 1936 году.
В годы Великой Отечественной войны поляки воевали вместе с другими народами в рядах Красной Армии и в Войске Польском, которое формировалось на территории СССР.

## Численность
Согласно статистическим данным, в разные годы количество польского населения в Крыму составляло:
- 1897 — 6 929 чел.;
- 1926 — 4 514 чел.;
- 1989 — 6 157 чел.;
- 2001 — 4 459 чел.;
- 2014 — 2 843 чел.

## Современное положение
17 марта 1995 года в Симферополе было создано «Крымское республиканское общество поляков», ставшее центром возрождения польского языка и культуры. Деятельность общества, помимо возрождения и развития национальной культуры и языка поляков, также направлена на знакомство жителей Крыма с традициями польского народа, на укрепление связей с исторической родиной — Польшей. На базе общества созданы салон польской литературы и Ассоциация польских художников Крыма, работают 2 воскресные школы по изучению польского языка и культуры в Симферополе, созданы музыкальная студия и польский фольклорный ансамбль для детей и юношества «Висла».
Ежегодно при поддержке Республиканского комитета Автономной Республики Крым по делам межнациональных отношений и депортированных граждан проводятся Дни польской культуры, традиционные народные и государственные польские праздники (католический праздник Святого Николая, День польской конституции, День независимости Польши). Традиционными также стали Дни поэта Адама Мицкевича, побывавшего в Крыму в августе — октябре 1825 года. Достопримечательностям Крыма был посвящён его цикл «Крымские сонеты», переведённый на многие языки мира.
В Крыму живут в настоящее время потомки короля Лещинского, потомки родов Лясковских, Гржибовских, потомки родственников Адама Мицкевича. В Крыму также жил украинско-польский поэт Михаил Тернавский.

## Польские общества в Крыму
Крымская Республиканская общественная организация «Общество поляков Крыма» — является единственным официально зарегистрированным с 2015 года общественным общереспубликанским объединением крымских поляков;
Также в Крыму осуществляли и осуществляют деятельность республиканские и региональные организации:
- «Крымское общество поляков» (Stowarzyszenie Polaków na Krymie) — основано в 1995 году, центральное отделение было расположено в Симферополе, имело региональные отделения в Армянске, Бахчисарае, Красноперекопске, Евпатории, Феодосии, Ялте и других городах и районах Крыма, объединяло около 1000 этнических поляков, выпускало ежемесячное издание Dziennik Krymski[2][4].
- «Общество поляков в Ялте Odrodzenie» (Stowarzyszenie Polaków w Jałcie Odrodzenie) — основано в 2004 году[5];
- Севастопольское Общество Польской Культуры «Полония» — основано в 2014 году, входит в Ассоциацию национально-культурных обществ Севастополя;
- Ассоциация польских художников Крыма — основано в 2004 году.